# Glienke
Glienke est une ancienne commune rurale allemande du Land de Mecklembourg-Poméranie-Occidentale appartenant à l'arrondissement du Plateau des lacs mecklembourgeois et au canton de Friedland.

## Géographie

Localisation de Glinke

Le petit village se trouve à neuf kilomètres à l'est de Neubrandenburg dans une petite vallée donnant dans celle de la Datze.